# 休佛爾頓 (紐約州)
休佛爾頓（英語：Heuvelton）是位於美國紐約州聖羅倫斯縣的村。

## 人口
根據2020年美國人口普查的數據，休佛爾頓的面積為2.25平方千米，當中陸地面積為1.97平方千米，而水域面積為0.28平方千米。當地共有人口722人，而人口密度為每平方千米321人。